# Vladimir Toekmakov
Vladimir Borisovitsj Toekmakov (Oekraïens: Володимир Борисович Тукмаков) (Odessa, 5 maart 1946) is een Oekraïense schaker. In 1972 werd hij internationaal FIDE grootmeester.
Hij speelde een tiental keren mee in het toernooi om het kampioenschap van de Sovjet-Unie maar het is hem niet gelukt die titel te veroveren. Hij nam deel aan een aantal sterke toernooien met wisselend succes. In een toernooi in Lugano in 1985 eindigde hij op de eerste plaats. Hij heeft ook een paar maal in de Schaakolympiade gespeeld en in 1984 speelde hij in het Russische team tegen de rest van de wereld.